# 4169 Celsius
A 4169 Celsius (ideiglenes jelöléssel 1980 FO3) egy kisbolygó a Naprendszerben. Claes-Ingvar Lagerkvist fedezte fel 1980. március 16-án.